# Вртовче
Вртовче (словен. Vrtovče) — невелике поселення в горах на південь від долини річки віпава в общині Айдовщина. Висота над рівнем моря: 287,9 метрів.